# Jane Jamieson
Jane Jamieson (née le 23 juin 1975 à Sydney) est une athlète australienne spécialiste de l'heptathlon.

## Biographie
Elle détient le Record d'Océanie du pentathlon avec 4 490 pts, établi le 5 mars 1999 à Maebashi lors des championnats du monde en salle.

### Palmarès
| Date | Compétition                    | Lieu         | Place | Performance |
| ---- | ------------------------------ | ------------ | ----- | ----------- |
| 1995 | Universiades                   | Fukuoka      | 1re   | 6 123 pts   |
| 1998 | Jeux du Commonwealth           | Kuala Lumpur | 2e    | 6 354 pts   |
| 1999 | Championnats du monde en salle | Maebashi     | 5e    | 4 490 pts   |
| 2001 | Universiades                   | Pékin        | 1re   | 6 041 pts   |
| 2002 | Jeux du Commonwealth           | Manchester   | 1re   | 6 059 pts   |
| 2003 | Universiades                   | Daegu        | 2e    | 5 908 pts   |

### Records
| Épreuve            | Performance | Lieu         | Date              |
| ------------------ | ----------- | ------------ | ----------------- |
| Heptathlon         | 6 354 pts   | Kuala Lumpur | 17 septembre 1998 |
| Pentathlon (salle) | 4 490 pts   | Maebashi     | 5 mars 1999       |